# جيمس د. سيمون
جيمس د. سيمون (بالإنجليزية: James D. Simon) هو محامي وقاضي وسياسي أمريكي، ولد في 30 يناير 1897 بسانت مارتنفيل في الولايات المتحدة، وتوفي في 23 أكتوبر 1982. حزبياً، نشط في الحزب الديمقراطي. وقد انتخب عضو مجلس ولاية لويزيانا.